# Hong Yong-jo
Hong Yong-jo (* 22. Mai 1982 in Pjöngjang) ist ein nordkoreanischer Fußballspieler.

## Vereinskarriere
Hong trat bis 2007 international als Spieler der Sportgruppe 25. April in Erscheinung, dem Klub der Koreanischen Volksarmee. Anfang 2008 war es ihm als einem von wenigen in Nordkorea geborenen Spielern erlaubt, das Land zu verlassen. Er spielte das erste Halbjahr 2008 beim serbischen Hauptstadtklub FK Bežanija, für den er beim Erstligaabstieg zu sieben Einsätzen kam. Im Sommer wechselte er zum russischen Zweitligisten FK Rostow, mit dem er am Saisonende den Aufstieg in die Premjer-Liga realisierte. Nach der Saison 2010 wurde sein auslaufender Vertrag in Russland nicht mehr verlängert. Er kehrte im Sommer 2011 zu seinem Heimatverein Sportgruppe 25. April zurück.

## Nationalmannschaft
Hong gehört bereits seit 2002 zum nordkoreanischen Nationalkader. Er kam in der Qualifikation zur Asienmeisterschaft 2004 zu Einsätzen und stand 2003 und 2005 im Finale des King’s Cup in Thailand. 2005 und 2007 nahm er an den Qualifikationsrunden für die Ostasienmeisterschaft teil, fand für die jeweilige Endrunde aber keine Berücksichtigung.
Nachdem er bereits in der Qualifikation zur WM 2006 zu acht Einsätzen gekommen war, gehörte Hong auch in der erfolgreichen Qualifikation für die Weltmeisterschaft 2010 zu den Leistungsträgern der Mannschaft. Gemeinsam mit Regisseur Ahn Young-hak und Mun In-guk war er für die blitzschnellen Gegenstöße und die Unterstützung des einzigen Stürmers Jong Tae-se zuständig und hatte mit vier Treffern bei 14 Einsätzen in den Qualifikationsrunden entscheidenden Anteil an der erstmaligen Qualifikation für die WM seit 1966.
Er ist zudem Kapitän der Nationalmannschaft. 